# Un Muppet Crăciun Foarte Fericit
Un Muppet Crăciun Foarte Fericit (engleză A Muppet Family Christmas) este un film de televiziune special de Crăciun, avându-le în distribuție pe Păpușile Muppets ale lui Jim Henson. Filmat în Toronto, Ontario, Canada, acest episod special a fost difuzat prima oară pe 16 decembrie 1987 pe ABC.
În România filmul a fost difuzat de canalul Cartoon Network, dublat în limba română.

## Premisă
Ursul Fozzie își surprinde mama, Emily, de Ajunul Crăciunului aducând întreaga gașcă Muppets la ferma sa, pentru a sărbători împreună. Doc și câinele său, Sprocket, care inițial doreau un Crăciun liniștit, sfârșesc și ei alăturându-se păpușilor în activitățile și preparațiile sale. Personajele din Sesame Street, dintre care Big Bird, Bert, Ernie și ceilalți, vin și ei să se alăture petrecerii. Însă spre dezamăgirea lui Kermit, singura care lipsește este Miss Piggy, care a fost prinsă într-o furtună de zăpadă.

## Voci
- Gerry Parkes - Jerome "Doc" Crystal
- Jim Henson - el însuși

### Păpușari
- Jim Henson - Kermit Broscoiul, Rowlf Câinele, Dr. Teeth, Bucătarul suedez, Waldorf, Ziaristul, Kermit (mic), Rowlf (mic), Ernie, Guy Smiley
- Frank Oz - Miss Piggy, Ursul Fozzie, Animal, Uliul Sam, Bert, Grover, Monstrul Fursec, Piggy (mică), Fozzie (mică), Animal (mic)
- Jerry Nelson - Robin Broscoiul, Ursul Emily, Gobo Fraggle, Sgt. Floyd Pepper, Count von Count, Camilla Găina, Herry Monster, Monstrul cu două capete (capul din stânga)
- Richard Hunt - Scooter, Scooter (mic), Janice, Statler, Beaker, Vaca Kathleen, Monstrul cu două capete (capul din dreapta), Omul de zăpadă
- Dave Goelz - Marele Gonzo, Doctor Bunsen Honeydew, Boober Fraggle, Zoot, Beauregard, Gonzo (mic)
- Steve Whitmire - Rizzo Șobolanul, Lips, Curcanul de Crăciun, Wembley Fraggle, Câinele Sprocket
- Caroll Spinney - Big Bird, Oscar Morocănosul
- Kathryn Mullen - Mokey Fraggle
- Karen Prell - Red Fraggle, Maureen Nurca
- David Rudman - Fotograful lui Miss Piggy (nevăzut)

## Legături externe
- Un Muppet Crăciun Foarte Fericit la Internet Movie Database